# 앨리슨 홀커

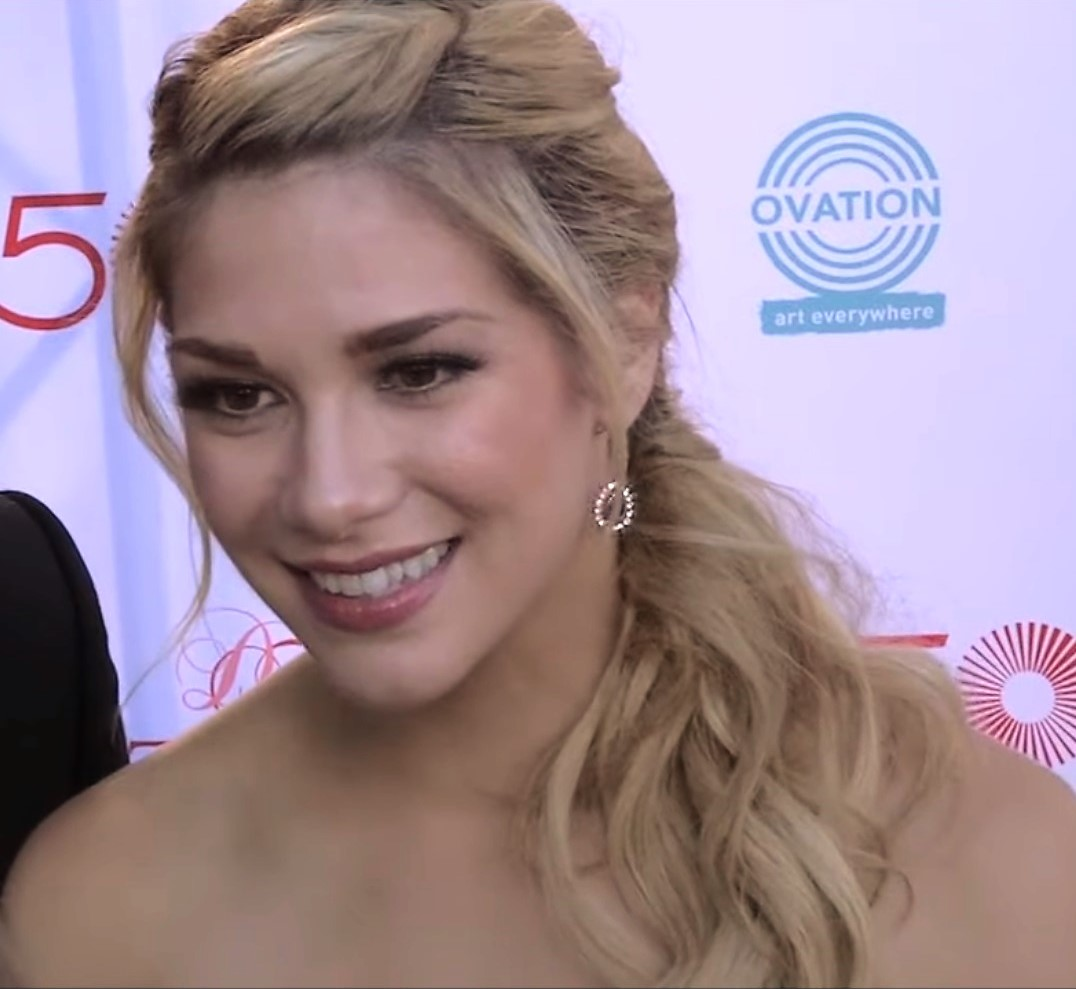
2014년의 홀커

앨리슨 홀커(Allison Renae Holker, 1988년 2월 6일~)는 미국의 댄서, 안무가, 배우이다. 홀커는 영화, 텔레비전 및 콘서트 투어에서 일했다. 그녀는 텔레비전 댄스 대회 So You Think You Can Dance 에 출연한 것으로 유명하며, 그녀는 시즌 2의 참가자이자 시즌 7-11 및 14의 올스타로 활동했다.
홀커는 미네소타주 아노카 카운티에서 태어나 유타주 오렘 에서 성장했으며 2006년 6월에 팀파노고스 고등학교를 졸업했다. 그녀는 Orem에 있는 The Dance Club에 학생으로 등록한 9세 때 댄스 훈련을 시작했다. 오렘에 있는 동안 그녀는 컨템포러리, 탭, 발레, 재즈를 전문으로 하기 시작했다. 그녀는 2002년 동계 올림픽 개회식과 폐회식에서 공연했다. 그녀는 2004년 Co DANCE에서 첫 번째 전국 대회를 포함하여 댄스 타이틀을 획득했으며 2005년 New York City Dance Alliance에서 National Senior Outstanding Dancer로 선정되었다.

## 직업
홀커는 2002년 올림픽 개폐식과 디즈니 영화 하이스쿨 뮤지컬, 하이스쿨 뮤지컬 2 에서 지구, 바람, 불과 함께 공연했다. 텔레비전에서 그녀는 다양한 광고에 출연했으며 So You Think You Can Dance 의 두 번째 시즌에서 Top 8에 진출했으며 그 시즌의 SYTYCD 전국 투어에서 춤을 췄다. 그녀는 Louis Van Amstel 이 안무한 Ballroom with a Twist 라는 쇼와 함께 공연했으며 American Idol 의 Clay Aiken 과 그의 PBS 특집인 Tried and True 에 출연했다. Holker는 Christina Perri의 "Jar of Hearts" 뮤직 비디오에 출연했다. 2011년 9월/10월 Holker는 Demi Lovato의 백업 댄서 중 한 명이었다. 홀커는 전국의 다양한 댄스 컨벤션 및 워크샵에서 가르쳤으며 안무로도 확장되었다.  Holker는 Brian Friedman 과 함께 작업하는 The X Factor USA 의 백업 댄서였다. 2013년 4월 30일, 그녀는 스티븐 보스와 함께 Dancing with the Stars 에서 댄스 루틴을 선보였다. 그들은 Lindsey Stirling 이 라이브로 공연한 " Crystalize "에 맞춰 춤을 췄다.
2014년 8월 홀커는 댄싱 위드 더 스타즈 의 19번째 시즌에 12명의 전문 댄서 중 한 명으로 발표되었다. 기간제 댄서인 홀커를 캐스트 멤버로 발표한 것은 춤과 라틴 볼룸 댄스 교육에 대한 제한된 경험으로 인해 논란이 되었다.  그녀는 Mean Girls 배우 Jonathan Bennett 와 파트너 관계를 맺었다. 이 커플은 6주차에 탈락하여 9위를 차지했다. 2015년 2월 11일, 홀커는 쇼의 20번째 시즌 에서 R5 가수 겸 배우 Riker Lynch 와 파트너 관계를 맺었다. 이 부부는 결승에 진출하여 2위를 차지했다. 시즌 21 동안 그녀는 가수 Andy Grammer 와 짝을 이루었다. 그들은 8주차에 7위로 탈락했다. 그녀는 임신으로 인해 시즌 22 에 출연하지 않았다. Holker는 시즌 23으로 돌아와 싱어송라이터 Kenneth "Babyface" Edmonds 와 파트너 관계를 맺었다. 이 커플은 4주 차에 탈락했고 11위에 그쳤다.
| 계절 | 파트너                       | 장소 |
| ---- | ---------------------------- | ---- |
| 19   | 조나단 베넷                  | 9일  |
| 20   | 라이커 린치                  | 2위  |
| 21   | 앤디 그래머                  | 7일  |
| 23   | 케니 "베이비페이스" 에드먼즈 | 11일 |

### 댄싱 위드 더 스타즈공연

#### 연예인 파트너와 함께:조나단 베넷
| 주 # | 춤/노래                          | 심사위원 점수 | 심사위원 점수 | 심사위원 점수 | 심사위원 점수 | 결과                     |
| ---- | -------------------------------- | ------------- | ------------- | ------------- | ------------- | ------------------------ |
| 주 # | 춤/노래                          | 이나바        | 좋은 사람     | 무릎          | 토니올리      | 결과                     |
| 1    | 자이브 / " 댄스 위드 미 투나잇 " | 8             | 7             | 7             | 8             | 안전한                   |
| 2    | 차차차 / " 노래 "                | 7             | 7             | 8             | 8             | 안전한                   |
| 삼   | 탱고 / " 백 투 블랙 "            | 8             | 8 1           | 8             | 8             | 안전하다고 불리는 마지막 |
| 4    | 삼바 / " 밀크쉐이크 "            | 6             | 6 2           | 6             | 6             | 안전한                   |
| 5 3  | 지터버그 / " Rock This Town "    | 6             | 6 4           | 6             | 6             | 제거 없음                |
| 6    | 재즈 / " 백 인 타임 "            | 8             | 8 5           | 8             | 8             | 제거됨                   |

1 굿맨대신 게스트 심사위원인 Kevin Hart 가 부여한 점수이다.
2 미국 대중이 Goodman 대신 댄스 점수를 선정했으며 다른 3명의 심사위원이 합산을 내어 평균을 도출했다.
3 이번주, "Partner Switch-Up" 주에 Bennett 은 Holker 대신에Peta Murgatroyd 와 공연했다.  Holker 는 Antonio Sabàto, Jr.와 송연했다.
4 굿맨 대신 게스트 심사위원 Jessie J 가 부여한 점수이다.
5 굿맨 대신 게스트 심사위원 Pitbull 이 부여한 점수이다.

#### 유명인 파트너와 함께: Riker Lynch
시즌 평균: 37.3
| 주 #           | 춤/노래 | 심사위원 점수        | 심사위원 점수        | 심사위원 점수        | 심사위원 점수        | 결과                     |
| -------------- | --- | -------------------- | -------------------- | -------------------- | -------------------- | ------------------------ |
| 주 #           | 춤/노래 | 이나바               | 좋은 사람            | 무릎                 | 토니올리             | 결과                     |
| 1              | 자이브 / " 내가 당신에 대해 좋아하는 것 "                                                                                     | 8                    | 7                    | 8                    | 8                    | 안전한                   |
| 2              | 폭스트롯 / " 슈가 " | 8                    | 8                    | 8                    | 8                    | 안전한                   |
| 삼             | 살사 / " 림보 " | 9                    | 7                    | 9                    | 9                    | 안전한                   |
| 4              | 탱고 / " 닥치고 춤춰 " | 8                    | 8                    | 9                    | 9                    | 안전하다고 불리는 마지막 |
| 5              | 파소 도블레 / " 그는 해적이다 "                                                                                               | 10                   | 9                    | 9                    | 10                   | 안전한                   |
| 6              | 삼바 / " 날 원하고 싶어 " </br> 팀 프리스타일 / " Trouble "                                                                   | 10 </br> 10          | 8 </br> 9            | 9 </br> 10           | 10 </br> 10          | 안전한                   |
| 7              | 퀵스텝 / " 위글 " </br> 살사 댄스 오프 / " 온도 "                                                                             | 9 </br> 아니         | 10 </br> 추가의      | 9 </br> 포인트들     | 9 </br> 수상         | 안전한                   |
| 8              | 비엔나 왈츠 / " What Now " </br> 재즈 (트리오 챌린지) / " A Little Party Never Killed Nobody (All We Got) "                   | 10 </br> 10          | 9 </br> 9            | 10 </br> 10          | 10 </br> 10          | 안전하다고 불리는 마지막 |
| 9 </br> 준결승 | 컨템포러리 / " 작업가 " </br> 아르헨티나 탱고 / " 엘리제를 위하여 "                                                           | 10 </br> 10          | 10 </br> 10          | 10 </br> -           | 10 </br> 10          | 안전한                   |
| 10 </br> 결승  | 파소 도블레 / " 그는 해적이다 " </br> 프리스타일 / " I Won't Dance (Step Up 3D Remix) " </br> 살사 & 퀵스텝 퓨전 / " 클래식 " | 10 </br> 10 </br> 10 | 10 </br> 10 </br> 10 | 10 </br> 10 </br> 10 | 10 </br> 10 </br> 10 | 준우승                   |

#### 연예인 파트너와 함께:Andy Grammer
시즌 평균: 23.88
| 주 # | 춤/노래                                                                        | 심사위원 점수 | 심사위원 점수 | 심사위원 점수    | 결과                     |
| ---- | ------------------------------------------------------------------------------ | ------------- | ------------- | ---------------- | ------------------------ |
| 주 # | 춤/노래                                                                        | 이나바        | 무릎          | 토니올리         | 결과                     |
| 1    | 폭스트롯 / " 마빈 게이 "                                                       | 7             | 7             | 7                | 제거 없음                |
| 2    | 자이브 / " 오직 굿 다이 영 " </br> 컨템포러리 / " 천국은 지구상의 장소입니다 " | 7 </br> 8     | 7 </br> 8     | 7 </br> 7        | 안전한                   |
| 삼   | 퀵스텝 / "밴드스탠드 부기"                                                     | 7             | 7/8 1         | 7                | 안전하다고 불리는 마지막 |
| 4    | 차차차 / "살아서 다행이다(할렐루야)"                                           | 7             | 8             | 8                | 안전한                   |
| 5 2  | 아르헨티나 탱고 / " Can't Feel My Face "                                       | 9             | 9/9 3         | 9                | 제거 없음                |
| 6    | 재즈 / " 굿모닝 "                                                              | 10            | 10/10 4       | 10               | 안전한                   |
| 7    | 파소 도블레 / " 아름다운 사람들 " </br> 팀 프리스타일 / " This Is Halloween "  | 9 </br> 10    | 9 </br> 10    | 8 </br> 10       | 안전한                   |
| 8    | 비엔나 왈츠 / " 그녀는 사랑스럽지 않나요 " </br> 삼바 댄스 오프 / " 린 온 "    | 8 </br> 수상  | 7 </br> 2     | 7 </br> 포인트들 | 제거됨                   |

1 게스트 심사위원 Alfonso Ribeiro 가 부여한 점수.
2 이번 주 "Partner Switch-Up" 에서 Grammer는 Holker 대신 Sharna Burgess 와 함께 공연했다. Holker는 Hayes Grier 와 함께 공연했다.
3 게스트 심사위원인 Maksim Chmerkovskiy 가 제공한 점수.
4 게스트 심사위원 Olivia Newton-John 이 제공한 점수 .

#### 연예인 파트너와 함께:베이비페이스
시즌 평균: 26.3
| 주 # | 춤/노래                         | 심사위원 점수 | 심사위원 점수 | 심사위원 점수 | 심사위원 점수 | 결과      |
| ---- | ------------------------------- | ------------- | ------------- | ------------- | ------------- | --------- |
| 주 # | 춤/노래                         | 이나바        | 좋은 사람     | 무릎          | 토니올리      | 결과      |
| 1    | 폭스트롯 / " '내가 하는 일 '    | 7             | 6             | 6             | 7             | 제거 없음 |
| 2    | 아르헨티나 탱고 / " X-Files "   | 8             | 7             | 7             | 8             | 안전한    |
| 삼   | 자이브 / "그레이트 고쉬 마이티" | 7             | 6             | 6             | 6             | 안전한    |
| 4    | 탱고 / " 함께 가요 "            | 6             | —             | 6             | 6             | 제거됨    |

## 개인 생활
2008년에 홀커는 전 약혼자와 딸 Weslie Renae를 낳았다.
2013년 홀커는 대학동기이자 유 캔 댄스에 같이 출연했었던 스티븐 보스와 결혼했으며 보스는 Weslie Renae를 입양했다.
2016년에는 아들 매덕스를 얻었다. 부부는 2019년 5월에 함께 두 번째 아이를 낳을 것이라고 발표했다. 그녀는 2019년에 딸인 자이아를 낳았다.
2022년 12월 14일, 홀커의 남편인 스티븐 보스가 자살했다고 보도되었다.

## 수상
- 2004년 컴퍼니 댄스 부문 올해의 전국 시니어 퍼포머상
- 2005, New York City Dance Alliance의 National Senior Outstanding Dances
- 2007년 올해의 전국 시니어 무용수
- 2013년 프라임타임 에미상 최우수 안무상 후보

| 수상과 업적       | 수상과 업적                                       | 수상과 업적      |
| ----------------- | ------------------------------------------------- | ---------------- |
| 이전 {{{before}}} | Dancing with the Stars (US) Runner-up {{{years}}} | 이후 {{{after}}} |